# Ayizos
Els ayizos (o aizo) són els membres d'un grup ètnic que té el territori als departaments de Mono i d'Atlantique de Benín i que parlen la llengua gbe ayizo. Els ayizos formen part del grup d'ètnies guineanes, el seu codi ètnic és NAB59e i el seu ID de grup humà és 10520.

## Població i situació geogràfica
El 2006 hi havia 227.000 parlants de la llengua gbe, ayizo. Segons el joshuaproject n'hi ha 313.000.
Els ayizos tenen el seu territori als departaments Atlantique i Mono de Benín.
Segons el mapa lingüistic de Benín de l'ethnologue, hi ha tres territoris de parla gbe, Ayizo. Els dos situats més a l'oest estan al límit entre els departaments de Mono i Atlantique, just a l'est del llac Ahémé i el tercer, molt més extens, està situat entre aquest llac i el llac Nokoué, a l'est, zona que ocupa gran part de l'interior del departament Atlantique, entre les ciutats de Cotonou i Ouidah, al sud i el bosc de Ko i el bosc de Djigbe, al nord. Allada és la ciutat principal d'aquest territori.
Els tres territoris són continuats però el situat més al sud-oest el comparteixen amb els fon, amb els gbesis i amb els xweles, i el segon, situat a la zona contínua al nord el comparteixen amb els gbesis. Els ayizos tenen com a veïns els xwles occidentals, els fon i els xweles al sud; els wemes i els tofins, a l'est; els fon, al nord; i els cis, els saxwes i els xweles a l'oest.

## Llengua
L'ayizo és la llengua materna dels ayizos, que també parlen la llengua fon com a segona llengua.

## Religió i creences
Gairebé la meitat dels ayizos (49%) són cristians, que estan seguits en nombre dels que creuen en religions africanes tradicionals (47,9%). A més a més, hi ha una minoria d'ayizos musulmans (1%), un 2% dels ayizos creuen en altres religions i només el 0,1% es consideren no religiosos. El 40% dels ayizos cristians són catòlics, el 35% són protestants, el 22% pertanyen a esglésies independents i el 5% són considerats altres cristians. El 7% dels ayizos cristians segueixen el moviment evangèlic.